# Флаг Николаева
Флаг Никола́ева (укр. Прапор Миколаєва) — официальный символ города Николаева Николаевской области Украины. Флаг утверждён городским советом 2 июля 1999 года.

## Описание флага
Флаг Николаева представляет собой белое полотнище с двумя волнистыми горизонтальными полосами. Высота герба составляет 2/5 ширины флага. Ширина каждой полосы — 1/8 ширины полотнища флага. Между синими полосами проходит белая разделительная полоса шириной в 1/16 ширины полотнища. Отношение длины полотнища к его ширине равно 3:2.

## История
В 1890 году Николаевское общественное правление к 100-летию основания Николаева изготовило городское знамя: полотнище белого атласа с изображением на обеих сторонах герба города. В верхней части флага были вырезаны вензеля Александра III, Екатерины II и даты 1790 и 1890.
2 июля 1999 года городским советом был утверждён новый флаг Николаева.
Флаг был подобен утвержденного ранее императором флага севастопольского градоначальника — белое полотнище с гербом города.

## Значение символики
Белый цвет может означать мир и благополучие жителей города, две волнистые голубые полосы — это символ двух рек, в устье которых родился город Николаев. 10 сентября 1999 года флаг был освящён и поднят над горисполкомом.